# Panenjoan (Cicalengka)
Panenjoan is een bestuurslaag in het regentschap Bandung van de provincie West-Java, Indonesië. Panenjoan telt 11.630 inwoners (volkstelling 2010).